# Revoluția Iasomiei
Revoluția tunisiană din 2010-2011 a început cu o serie continuă de demonstrații stradale care au avut loc în Tunisia din decembrie 2010. Demonstrațiile și revoltele au început din cauza șomajului, inflației de alimente, corupției, libertății de exprimare și a condițiilor de trai. Protestele au dus la îndepărtarea de la putere a președintelui Zine El Abidine Ben Ali, care a demisionat de la Președinție și a fugit din Tunisia la 14 ianuarie 2011, după 23 ani de putere.
Protestele au început în decembrie 2010 după ce Mohamed Bouazizi și-a dat foc după ce poliția i-a confiscat căruțul cu produse. Protestele au constituit cele mai dramatice valuri de tulburări sociale și politice din Tunisia în trei decenii și au dus la zeci de morți și răniți. După plecare lui Ben Ali noi alegeri au fost convocate în termen de 60 de zile.
Protestele și schimbarea de guvern, care au fost poreclite „Revoluția Iasomiei” în  mass-media occidentală  în conformitate cu nomenclatura geopolitică de „revoluții colorate”, sunt cunoscute în Tunisia ca revolta Sidi Bouzid (sau ca „Intifada Sidi Bouzid”).